# XIV Giochi dei piccoli stati d'Europa
I XIV Giochi dei piccoli stati d'Europa (per l'occasione detti Liegames) si sono svolti dal 30 maggio al 4 giugno 2011 in Liechtenstein.

## I Giochi

### Paesi partecipanti
- Andorra
- Cipro
- Islanda
- Liechtenstein
- Lussemburgo
- Malta
- Monaco
- Montenegro
- San Marino

### Sport
La manifestazione prevede gare in 11 sport:
| Disciplina                                                 | Maschile | Femminile | Misti | Totali |
| ---------------------------------------------------------- | -------- | --------- | ----- | ------ |
| Atletica leggera                                           | 19       | 17        |       | 36     |
| Ciclismo • Mountain bike • Ciclismo su strada              | 3 1 2    | 2 1       |       | 5 2 3  |
| Judo                                                       | 8        | 5         |       | 13     |
| Nuoto                                                      | 16       | 16        |       | 32     |
| Pallavolo • Beach volley • Pallavolo                       | 2 1      | 2 1       |       | 4 2    |
| Squash                                                     | 2        | 2         |       | 4      |
| Tennis                                                     | 2        | 2         | 1     | 5      |
| Tennistavolo                                               | 3        | 3         |       | 6      |
| Tiro a segno/volo • Carabina • Pistola • Tiro al piattello | 3 1      | 2 1 -     |       | 5 2 1  |
| Totale (11 sport)                                          | 58       | 51        | 1     | 110    |

### Calendario
| ● | Cerimonia di apertura |  | Competizioni | ● | Finali | ● | Cerimonia di chiusura |

| Maggio/Giugno         | 30 Lun                | 31 Mar | 01 Mer | 02 Gio | 03 Ven | 04 Sab | Totale |     |
| --------------------- | --------------------- | ------ | ------ | ------ | ------ | ------ | ------ | --- |
| Atletica leggera      | Atletica leggera      |        |        | 10     |        | 12     | 14     | 36  |
| Beach volley          | Beach volley          |        |        |        |        |        | 2      | 2   |
| Ciclismo              | Ciclismo              |        | 2      |        | 1      | 2      |        | 5   |
| Judo                  | Judo                  |        | 11     |        | 2      |        |        | 13  |
| Nuoto                 | Nuoto                 |        | 8      | 10     | 8      | 6      |        | 32  |
| Pallavolo             | Pallavolo             |        |        |        |        |        | 2      | 2   |
| Squash                | Squash                |        |        |        | 2      |        | 2      | 4   |
| Tennis                | Tennis                |        |        |        |        | 2      | 3      | 5   |
| Tennistavolo          | Tennistavolo          |        |        | 2      | 2      |        | 2      | 6   |
| Tiro                  | Tiro                  |        | 2      | 2      |        | 1      |        | 5   |
| Totale medaglie d'oro | Totale medaglie d'oro |        | 23     | 24     | 15     | 23     | 25     | 110 |
| Cerimonie             | Cerimonie             | ●      |        |        |        |        | ●      |     |
| Maggio/Giugno         | 30 Lun                | 31 Mar | 01 Mer | 02 Gio | 03 Ven | 04 Sab | Totale |     |

### Medagliere
| #      | Nazione       | Oro | Argento | Bronzo | Totale |
| ------ | ------------- | --- | ------- | ------ | ------ |
| 1      | Cipro         | 32  | 30      | 20     | 82     |
| 2      | Lussemburgo   | 30  | 15      | 27     | 72     |
| 3      | Islanda       | 20  | 23      | 25     | 68     |
| 4      | Malta         | 8   | 12      | 9      | 29     |
| 5      | Liechtenstein | 6   | 10      | 11     | 27     |
| 6      | Monaco        | 6   | 9       | 14     | 29     |
| 7      | Montenegro    | 4   | 2       | 2      | 8      |
| 8      | Andorra       | 3   | 7       | 5      | 15     |
| 9      | San Marino    | 3   | 4       | 11     | 18     |
| Totale | Totale        | 112 | 112     | 124    | 348    |